# Primera División de México (Apertura 2008)
Rozgrywki Apertury 2008 były 119 sezonem w historii ligi meksykańskiej, a 79 sezonem w historii profesjonalnej ligi meksykańskiej. Tytułu mistrzowskiego broniła Santos Laguna. Rozgrywki były toczone fazą grupową i play-offami.

## Zespoły
Zmiana drużyn po sezonie Clausura 2008:
 Indios de Ciudad Juárez
 CD Veracruz
W Aperturze 2008 występowało 18 drużyn - do rozgrywek awansowali Indios, natomiast do Primera A spadło Veracruz.
Mistrzem Meksyku został zwycięzca play-offów, zwanych Liguilla - Toluca.
Drużyny biorące udział w Aperturze 2008 (w nawiasie miasto z siedzibą klubu):
- Club América (m. Meksyk)
- Atlante (Cancún)
- Club Atlas (Guadalajara)
- Cruz Azul (m. Meksyk)
- C.D. Chivas (Guadalajara)
- Indios de Ciudad Juárez (Ciudad Juárez)
- Jaguares de Chiapas (Tuxtla Gutiérrez)
- Monarcas Morelia (Morelia)
- C.F. Monterrey (Monterrey)
- Club Necaxa (Aguascalientes)
- C.F. Pachuca (Pachuca)
- Puebla F.C. (Puebla)
- San Luis F.C. (San Luis Potosí)
- Club Santos Laguna (Torreón)
- Tecos UAG (Guadalajara)
- Tigres UANL (Monterrey)
- Deportivo Toluca F.C. (Toluca)
- UNAM Pumas (m. Meksyk)

## Generalna tabela
| Miejsce | Zespół        | M  | Z | R | P | B+ | B- | +/- | Pkt. |
| ------- | ------------- | -- | - | - | - | -- | -- | --- | ---- |
| 1       | San Luis      | 17 | 8 | 5 | 4 | 24 | 20 | +4  | 29   |
| 2       | Toluca        | 17 | 7 | 6 | 4 | 25 | 16 | +9  | 27   |
| 3       | Atlante       | 17 | 7 | 6 | 4 | 22 | 16 | +6  | 27   |
| 4       | UNAM Pumas    | 17 | 7 | 5 | 5 | 22 | 13 | +9  | 26   |
| 5       | Cruz Azul     | 17 | 7 | 5 | 5 | 29 | 23 | +6  | 26   |
| 6       | Tigres UANL   | 17 | 7 | 5 | 5 | 22 | 16 | +6  | 26   |
| 7       | Tecos UAG     | 17 | 7 | 4 | 6 | 30 | 28 | +2  | 25   |
| 8       | Chivas        | 17 | 6 | 7 | 4 | 23 | 23 | 0   | 25   |
| 9       | Morelia       | 17 | 6 | 6 | 5 | 27 | 20 | +7  | 24   |
| 10      | Santos Laguna | 17 | 5 | 7 | 5 | 22 | 20 | +2  | 22   |
| 11      | Atlas         | 17 | 6 | 4 | 7 | 23 | 27 | -4  | 22   |
| 12      | Pachuca       | 17 | 5 | 6 | 6 | 25 | 25 | 0   | 21   |
| 13      | Club América  | 17 | 5 | 6 | 6 | 22 | 23 | -1  | 21   |
| 14      | Indios        | 17 | 5 | 4 | 8 | 18 | 26 | -8  | 19   |
| 15      | Monterrey     | 17 | 5 | 4 | 8 | 18 | 26 | -8  | 19   |
| 16      | Jaguares      | 17 | 5 | 3 | 9 | 20 | 34 | -14 | 18   |
| 17      | Necaxa        | 17 | 3 | 6 | 8 | 17 | 24 | -7  | 15   |
| 18      | Puebla        | 17 | 2 | 9 | 6 | 12 | 21 | -9  | 15   |

## Faza grupowa
Dwie najlepsze zespoły z każdej grupy oraz dwie najlepsze drużyny w generalnej tabeli, a nie awansowane poprzez zajęcie dwóch najwyższych miejsc w swoich grupach są kwalifikowane do fazy play-off.

### Grupa 1
| Zespół        | M  | Z | R | P | B+ | B- | +/- | Pkt. |
| ------------- | -- | - | - | - | -- | -- | --- | ---- |
| Atlante       | 17 | 7 | 6 | 4 | 22 | 16 | +6  | 27   |
| Santos Laguna | 17 | 5 | 7 | 5 | 22 | 20 | +2  | 22   |
| Pachuca       | 17 | 5 | 6 | 6 | 25 | 25 | 0   | 21   |
| Monterrey     | 17 | 5 | 4 | 8 | 18 | 26 | -8  | 19   |
| Indios        | 17 | 5 | 4 | 8 | 18 | 26 | -8  | 19   |
| Puebla        | 17 | 2 | 9 | 6 | 12 | 21 | -9  | 15   |

### Grupa 2
| Zespół       | M  | Z | R | P | B+ | B- | +/- | Pkt. |
| ------------ | -- | - | - | - | -- | -- | --- | ---- |
| UNAM Pumas   | 17 | 7 | 5 | 5 | 22 | 13 | +9  | 26   |
| Cruz Azul    | 17 | 7 | 5 | 5 | 29 | 23 | +6  | 26   |
| Tecos UAG    | 17 | 7 | 4 | 6 | 30 | 28 | +2  | 25   |
| Chivas       | 17 | 6 | 7 | 4 | 23 | 23 | 0   | 25   |
| Morelia      | 17 | 6 | 6 | 5 | 27 | 20 | +7  | 24   |
| Club América | 17 | 5 | 6 | 6 | 22 | 23 | -1  | 21   |

### Grupa 3
| Zespół      | M  | Z | R | P | B+ | B- | +/- | Pkt. |
| ----------- | -- | - | - | - | -- | -- | --- | ---- |
| San Luis    | 17 | 8 | 5 | 4 | 24 | 20 | +4  | 29   |
| Toluca      | 17 | 7 | 6 | 4 | 25 | 16 | +9  | 27   |
| Tigres UANL | 17 | 7 | 5 | 5 | 22 | 16 | +6  | 26   |
| Atlas       | 17 | 6 | 4 | 7 | 23 | 27 | -4  | 22   |
| Jaguares    | 17 | 5 | 3 | 9 | 20 | 34 | -14 | 18   |
| Necaxa      | 17 | 3 | 6 | 8 | 17 | 24 | -7  | 15   |

## Liguilla
Faza play-off (pucharowa), czyli inaczej Liguilla, wyłania zwycięzcę rozgrywek. Spotkania są rozgrywane dwumeczami. Mistrzem Meksyku zostaje triumfator dwumeczu finałowego, a drugi finalista - wicemistrzem.
|  | Ćwierćfinały | Ćwierćfinały  | Ćwierćfinały | Ćwierćfinały | Ćwierćfinały |   |               | Półfinały | Półfinały | Półfinały | Półfinały | Półfinały |  |  | Finał | Finał  | Finał | Finał | Finał |
|  |              |               |              |              |              |   |               |           |           |           |           |           |  |  |       |        |       |       |       |
|  |              | San Luis      | 1            | 1            | 2            |   |               |           |           |           |           |           |  |  |       |        |       |       |       |
|  |              | Santos Laguna | 3            | 2            | 5            |   |               |           |           |           |           |           |  |  |       |        |       |       |       |
|  |              | Santos Laguna | 3            | 2            | 5            |   | Santos Laguna | 0         | 1         | 1         |           |           |  |  |       |        |       |       |       |
|  |              |               |              |              |              |   | Santos Laguna | 0         | 1         | 1         |           |           |  |  |       |        |       |       |       |
|  |              |               | Toluca       | 0            | 2            | 2 |               |           |           |           |           |           |  |  |       |        |       |       |       |
|  |              | Toluca        | Toluca       | 0            | 2            | 2 | 0             | 2         | 2         |           |           |           |  |  |       |        |       |       |       |
|  |              | Toluca        |              |              |              |   | 0             | 2         | 2         |           |           |           |  |  |       |        |       |       |       |
|  |              | Tecos UAG     | 0            | 0            | 0            |   |               |           |           |           |           |           |  |  |       |        |       |       |       |
|  |              |               |              |              |              |   |               |           |           |           |           |           |  |  |       | Toluca | 2     | 0     | 2(7)  |
|  |              |               |              | Cruz Azul    | 0            | 2 | 2(6)          |           |           |           |           |           |  |  |       |        |       |       |       |
|  |              | UNAM Pumas    | 0            | 1            | 1            |   |               |           |           |           |           |           |  |  |       |        |       |       |       |
|  |              | Cruz Azul     | 0            | 3            | 3            |   |               |           |           |           |           |           |  |  |       |        |       |       |       |
|  |              | Cruz Azul     | 0            | 3            | 3            |   | Cruz Azul     | 3         | 1         | 4         |           |           |  |  |       |        |       |       |       |
|  |              |               |              |              |              |   | Cruz Azul     | 3         | 1         |           |           |           |  |  |       |        |       |       |       |
|  |              |               | Atlante      | 1            | 1            | 2 |               |           |           |           |           |           |  |  |       |        |       |       |       |
|  |              | Atlante       | Atlante      | 1            | 1            | 2 | 1             | 1         | 2         |           |           |           |  |  |       |        |       |       |       |
|  |              | Atlante       |              |              |              |   | 1             | 1         | 2         |           |           |           |  |  |       |        |       |       |       |
|  |              | Tigres UANL   | 1            | 1            | 2            |   |               |           |           |           |           |           |  |  |       |        |       |       |       |

### Ćwierćfinały

#### Santos Laguna - San Luis
| 23 listopada 2008 17:00 EDT | Santos Laguna · Oscar Mascorro 17' (sam.) · Daniel Ludueña 34' · Matías Vuoso 78' | 3:1(2:1) | San Luis · Víctor Piríz 45' | Estadio Corona, Torreón Sędzia: Manuel Ernesto Glower |
|                             |                                                                                   |          |                             |                                                       |

| 29 listopada 2008 19:00 EDT | San Luis · Jairo Patiño 16' | 1:2(1:0) | Santos Laguna · Cuauhtémoc Blanco 82' (k.) · Daniel Ludueña 86' | Estadio Alfonso Lastras, San Luis Potosí Sędzia: Marco Antonio Rodríguez |
|                             |                             |          |                                                                 |                                                                          |

#### Toluca - Tecos UAG
| 23 listopada 2008 15:00 EDT | Tecos UAG | 0:0(0:0) | Toluca | Estadio Tres de Marzo, Zapopan Sędzia: José Alfredo Peñaloza |
|                             |           |          |        |                                                              |

| 30 listopada 2008 12:00 EDT | Toluca · Héctor Mancilla 59' · Raúl Nava 84' | 2:0(0:0) | Tecos UAG Guadalajara | Estadio Nemesio Díez, Toluca Sędzia: Roberto García Orozco |
|                             |                                              |          |                       |                                                            |

#### Cruz Azul - UNAM Pumas
| 22 listopada 2008 17:00 EDT | Cruz Azul | 0:0(0:0) | UNAM Pumas | Estadio Azul, m. Meksyk Sędzia: José Gabriel Gómez |
|                             |           |          |            |                                                    |

| 30 listopada 2008 17:00 EDT | UNAM Pumas · Francisco Palencia 4' | 1:3(1:1) | Cruz Azul · Gerardo Torrado 6' · Miguel Sabah 59' · César Villaluz 67' | Estadio Olímpico Universitario, m. Meksyk Sędzia: Armando Archundia Téllez |
|                             |                                    |          |                                                                        |                                                                            |

#### Atlante - Tigres UANL
| 22 listopada 2008 19:00 EDT | Tigres UANL · Hugo Sánchez 7' | 1:1(1:0) | Atlante · Luis Gabriel Rey 74' | Estadio Universitario, San Nicolás de los Garza Sędzia: Francisco Chacón Gutiérrez |
|                             |                               |          |                                |                                                                                    |

| 29 listopada 2008 21:00 EDT | Atlante · Gabriel Pereyra 45' | 1:1(1:0) | Tigres UANL · Javier Muñoz Mustafá 73' (sam.) | Estadio Quintana Roo, Cancún Sędzia: Paul Enrique Delgadillo |
|                             |                               |          |                                               |                                                              |

### Półfinały

#### Toluca - Santos Laguna
| 4 grudnia 2008 19:00 EDT | Santos Laguna | 0:0(0:0) | Toluca | Estadio Corona, Torreón Sędzia: José Alfredo Peñaloza |
|                          |               |          |        |                                                       |

| 7 grudnia 2008 12:00 EDT | Toluca · Edgar Dueñas 28' · Héctor Mancilla 41' | 2:1(2:1) | Santos Laguna · Edgar Castillo 26' | Estadio Nemesio Díez, Toluca Sędzia: Paul Enrique Delgadillo |
|                          |                                                 |          |                                    |                                                              |

#### Cruz Azul - Atlante
| 3 grudnia 2008 21:00 EDT | Cruz Azul · Miguel Sabah 9' (k.) · Edgar Lugo 22' · Jaime Lozano 81' | 3:1(2:1) | Atlante · Luis Gabriel Rey 32' | Estadio Azul, m. Meksyk Sędzia: Francisco Chacón Gutiérrez |
|                          |                                                                      |          |                                |                                                            |

| 6 grudnia 2008 19:00 EDT | Atlante · Giancarlo Maldonado 7' | 1:1(1:1) | Cruz Azul · César Villaluz 4' | Estadio Quintana Roo, Cancún Sędzia: Roberto García Orozco |
|                          |                                  |          |                               |                                                            |

### Finał

#### Toluca - Cruz Azul
| 11 grudnia 2008 20:00 EDT | Cruz Azul | 0:2(0:2) | Toluca · Paulo da Silva 14' · Sergio Amaury Ponce 22' | Estadio Azul, m. Meksyk Sędzia: Paul Enrique Delgadillo |
|                           |           |          |                                                       |                                                         |

| 14 grudnia 2008 12:00 EDT                                                                                    | Toluca | 0:2, po dogrywce k. 7:6(0:0, 0:2)                                                                              | Cruz Azul · Alejandro Vela 49' · Julio Domínguez 78' | Estadio Nemesio Díez, Toluca Sędzia: Roberto García Orozco |
| |        | |                                                      |                                                            |
| |        | Rzuty karne |                                                      |                                                            |
| Israel López · Zinha · Diego de la Torre · Carlos Esquivel · Héctor Mancilla · Edgar Dueñas · Miguel Almazán |        | Jaime Lozano · Miguel Sabah · Gerardo Torrado · Joaquín Beltrán · Pablo Zeballos · Edgar Lugo · Alejandro Vela |                                                      |                                                            |

## Najlepsi strzelcy
| Miejsce | Piłkarze          | Zespół        | Gole |
| ------- | ----------------- | ------------- | ---- |
| 1       | Héctor Mancilla   | Toluca        | 13   |
| 2       | Andrés Mendoza    | Morelia       | 10   |
| 3       | Adolfo Bautista   | Jaguares      | 9    |
| 3       | Hugo Rodallega    | Necaxa        | 9    |
| 5       | Lucas Lobos       | Tigres UANL   | 8    |
| 5       | Víctor Piríz      | San Luis      | 7    |
| 7       | Cristian Benítez  | Santos Laguna | 7    |
| 7       | Ariel Bogado      | Atlas         | 7    |
| 7       | Christian Giménez | Pachuca       | 7    |
| 7       | Pablo Zeballos    | Cruz Azul     | 7    |